# Jennifer Valente
Jennifer Valente (San Diego, Califòrnia, 24 de desembre de 1994) és una ciclista estatunidenca especialista en la pista. Actualment a l'equip Sho-Air Twenty20. Ha guanyat tres medalles als Campionats del món, i una medalla de plata als Jocs Olímpics de Rio en la prova de Persecució per equips.

## Palmarès
- 2011
  -  Campiona del món júnior en Scratch
- 2012
  -  Campiona estatunidenca en Keirin
- 2013
  -  Campiona estatunidenca en Scratch
- 2014
  - Campiona als Campionats Panamericans en Persecució per equips (amb Amber Gaffney, Elizabeth Newell i Kimberly Geist)
  -  Campiona estatunidenca en Òmnium
- 2015
  - Campiona als Campionats Panamericans en Persecució
  - Campiona als Campionats Panamericans en Scratch
  - Campiona als Campionats Panamericans en Persecució per equips (amb Kelly Catlin, Sarah Hammer i Ruth Winder)
  -  Campiona estatunidenca en Scratch
  -  Campiona estatunidenca en Òmnium
  -  Campiona estatunidenca en Persecució
- 2016
  -  Medalla de plata als Jocs Olímpics de Rio de Janeiro en Persecució per equips (amb Sarah Hammer, Chloe Dygert i Kelly Catlin)
  -  Campiona del món en Persecució per equips (amb Kelly Catlin, Chloe Dygert i Sarah Hammer)
- 2017
  -  Campiona del món en Persecució per equips (amb Kelly Catlin, Chloe Dygert i Kimberly Geist)
  - Campiona als Campionats Panamericans en Scratch
  - Campiona als Campionats Panamericans en Puntuació
  - Campiona als Campionats Panamericans en Òmnium
  -  Campiona estatunidenca en Scratch
  -  Campiona estatunidenca en Puntuació
  -  Campiona estatunidenca en Òmnium

### Resultats a laCopa del Món
- 2016-2017
  - 1a a Los Angeles, en Persecució per equips
- 2017-2018
  - 1a a Manchester, en Òmnium